# Synagoge (Erfelden)

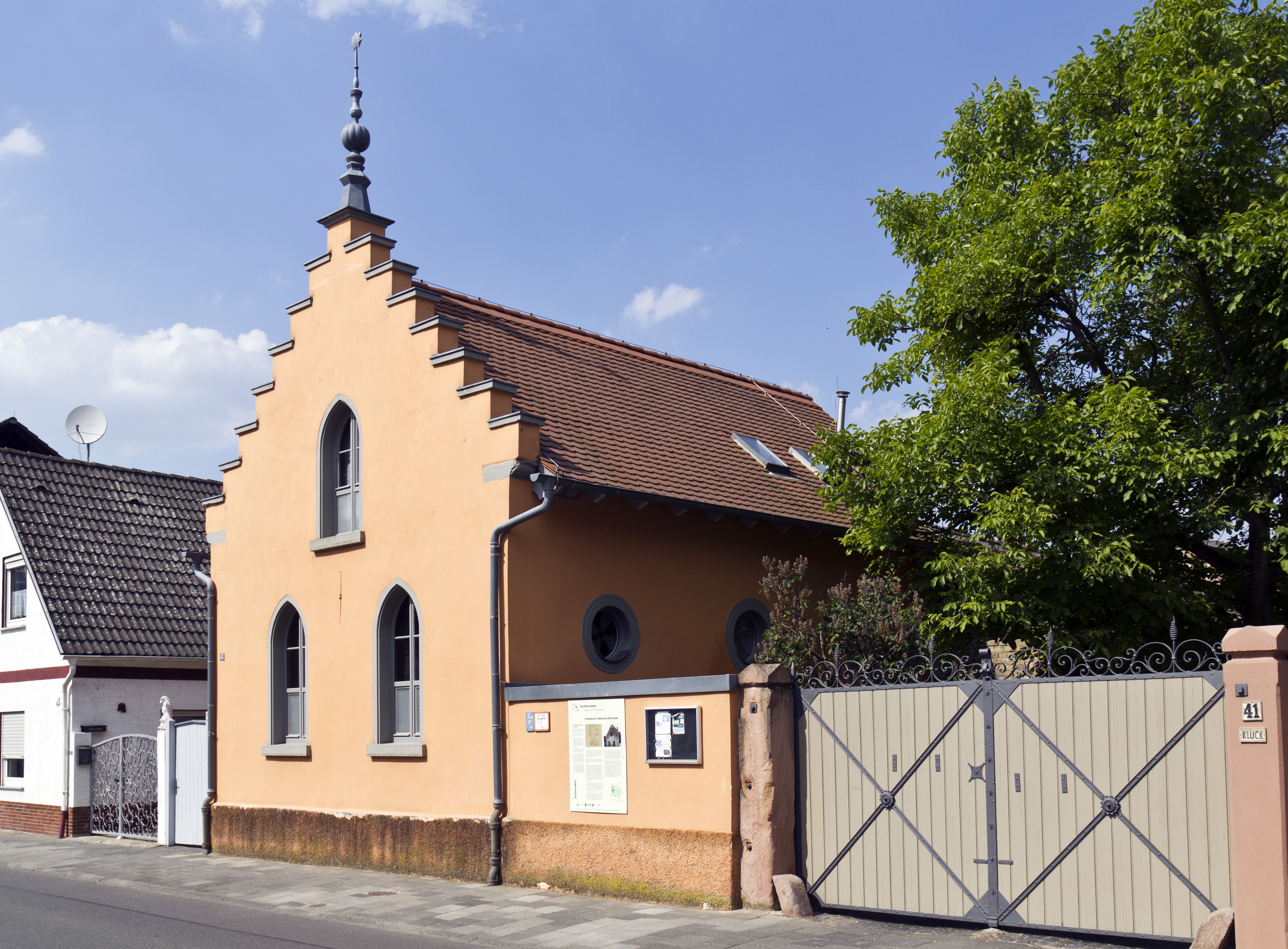
Synagoge in Erfelden

Die Synagoge in Erfelden, einem Ortsteil der Gemeinde Riedstadt im Kreis Groß-Gerau in Hessen, wurde 1877 errichtet. Die profanierte Synagoge in der Neugasse 43 ist ein geschütztes Baudenkmal.

## Geschichte
Die jüdische Gemeinde Erfelden kaufte in der Neugasse das Gebäude einer früheren Bäckerei, das zu einer Synagoge umgebaut wurde. Am 6. Dezember 1877 wurde die Synagoge eingeweiht. Für die Frauen wurde ein Bereich im Erdgeschoss mit separatem Eingang eingerichtet. Die Synagoge hat einen quadratischen Grundriss und auffallende Spitzbogenfenster.    
Das Synagogengebäude wurde 1937 von der jüdischen Gemeinde Erfelden verkauft und danach vom neuen Eigentümer zu einem Wohnhaus umgebaut. 

## Heutige Nutzung
Im Jahr 1989 wurde der Förderverein jüdische Geschichte und Kultur im Kreis Groß-Gerau gegründet, der das Gebäude im Juni 1989 kaufte und von 1989 bis 1993 restaurierte. Am 18. Mai 1994 wurde die ehemalige Synagoge als Kultur- und Begegnungszentrum eingeweiht.    